# Tilloy-et-Bellay

Tilloy-et-Bellay este o comună în departamentul Marne, Franța. În 2009 avea o populație de 216 de locuitori.